# Fort de Sainte-Marine
Koordinaten: 47° 51′ 50,4″ N, 4° 6′ 54″ W

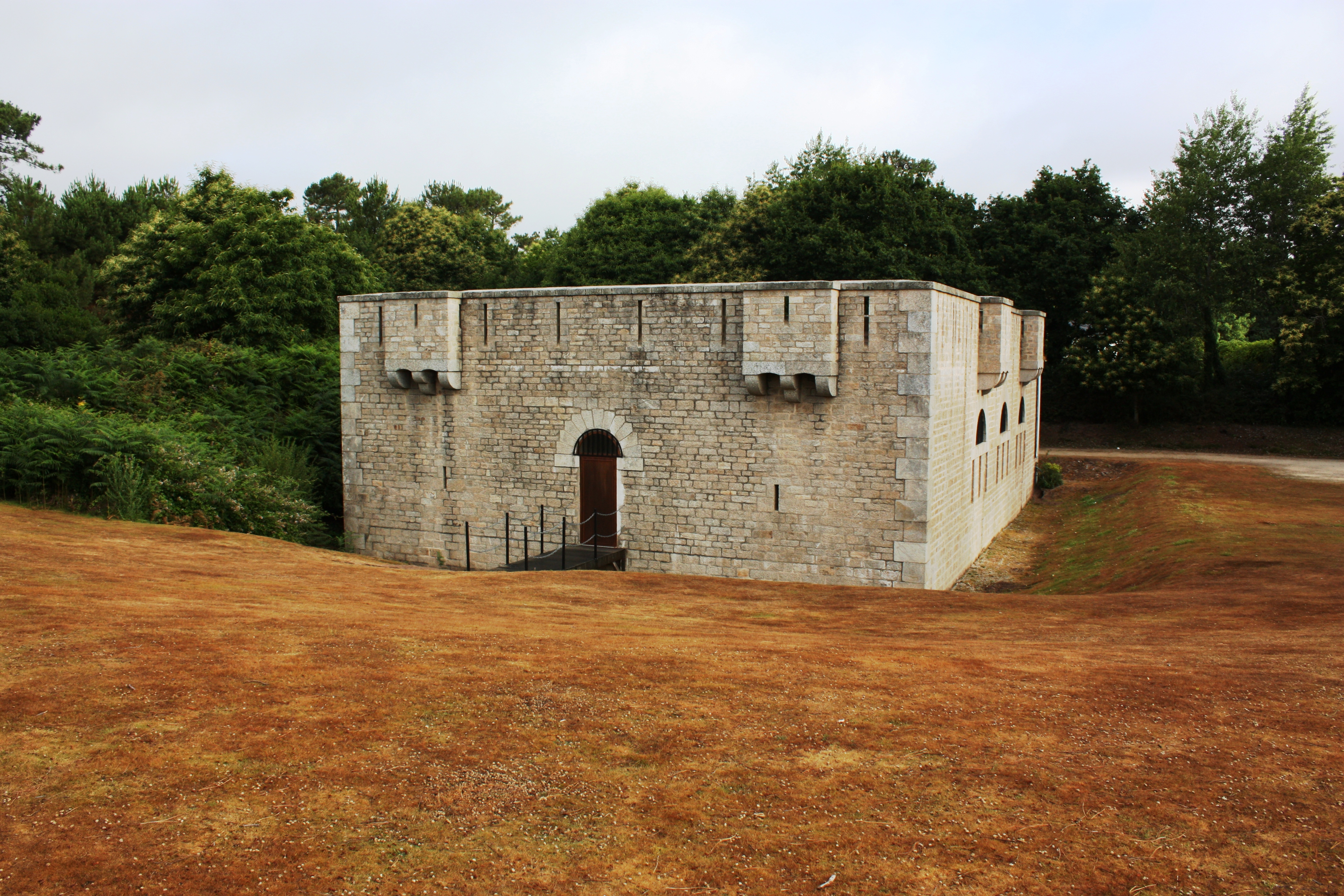
Das Fort de Combrit.

Das Fort de Sainte-Marine, häufig einfach nur Fort de Combrit genannt, ist eine kleine Festung in französischen Sainte-Marine, ein Ortsteil von Combrit im bretonischen Département Finistère. Auf Geheiß Napoleon III. begann Anfang der 1860er Jahre die Suche nach einem geeigneten Geländes für eine kleine Festung zum Schutz der Küste von Combrit. Man errichtete dann eine für die damalige Zeit sehr moderne Festung, die allerdings nur 30 Jahre militärisch genutzt wurde. Danach beherbergte sie mehrere Familien und war vor dem Zweiten Weltkrieg kurz an eine Jugendherbergsorganisation verpachtet. In diesem Krieg wurde die Festung vom deutschen Heer beschlagnahmt und diente nach dem Krieg für einige Jahre als Segelschule.
1990 wurde die verwahrloste Festung vom französischen Militär an die Gemeinde Combrit veräußert, die sie renovierte. Heute wird die Festung im Sommer für Kunstausstellungen genutzt.